# È l'amore/Fumo di una sigaretta
È l'amore/Fumo di una sigaretta è il quinto singolo del cantautore italiano Franco Battiato, pubblicato in Italia nel 1968 dalla Philips Records.

## Descrizione
Dopo i primi dischi pubblicati dal 1965 al 1967, questa fu la prima incisione con cui Battiato ottenne un certo successo, raggiungendo le centomila copie vendute. Battiato scrisse i testi di entrambe le canzoni, mentre le musiche vennero composte da Giorgio Logiri e Guido Lamorgese.
È l'amore partecipò alla trasmissione televisiva Settevoci, condotta da Pippo Baudo. Ne furono realizzate una cover in inglese dal titolo Winter Love, adattata da Nat Kipner e interpretata nel 1969 da Bobby Hanna, e una cover in francese intitolata Formidable, adattata da Jan Nick e Frank Rover e incisa nel 1970 da Johnny White per il mercato belga.
I due brani del singolo non furono inclusi all'epoca in nessun album; vennero in seguito inseriti in alcune antologie come Franco Battiato del 1982, dove però È l'amore è in una versione diversa, avendo in più un'orchestra d'archi, e Le stagioni del nostro amore del 2003. Il disco è stato ristampato in formato 7" dalla Universal nell'ambito del Record Store Day 2015.

## Tracce
Testi di Franco Battiato, musiche di Giorgio Logiri e Guido Lamorgese.
1. È l'amore – 2:26
2. Fumo di una sigaretta – 2:40

Durata totale: 5:06